# Tiền (họ)
Tiền (chữ Hán: 錢, Bính âm: Qian) là một họ của người Trung Quốc và Triều Tiên (Hangul: 전, Romaja quốc ngữ: Jeon). Họ này được xếp thứ hai trong văn bản Bách gia tính vì đây là họ của các vua nước Ngô Việt.

## Người Trung Quốc họ Tiền nổi tiếng
- Các vua nhà Ngô Việt bắt đầu từ Tiền Lưu
- Tiền Kì Tham, bộ trưởng Bộ Ngoại giao Cộng hòa Nhân dân Trung Hoa
- Tiền Gia Lạc ,diễn viên Hồng Kông
- Tiền Tiểu Hào , Diễn Viên Hồng Kông
- Tiền Nhạn Thu,Diễn Viên, Đạo Diễn
- Kun (Hán ngữ: 钱锟 / Qián Kūn) (Hán việt: Tiền Côn), thành viên nhóm nhạc NCT

## Người Triều Tiên họ Tiền nổi tiếng
- Jeon In-Hwa (Hán Việt: Tiền Nhẫn Hòa), nữ diễn viên Hàn Quốc.